# The Cross-Roads
The Cross-Roads er en amerikansk stumfilm fra 1912 af Frederick A. Thomson.

## Medvirkende
- George Cooper - Kirke Dundee
- Zena Keefe - Charity Hale
- Mary Maurice - Phoebe Hale
- Charles Eldridge - Abel Hale
- Hal Wilson - Lawyer Salmon